# Келебардово
Келебардово — деревня в Вологодском районе Вологодской области.
Входит в состав Новленского сельского поселения (с 1 января 2006 года по 8 апреля 2009 года входила в Березниковское сельское поселение), с точки зрения административно-территориального деления — в Березниковский сельсовет.
Расстояние до районного центра Вологды по автодороге — 76 км, до центра муниципального образования Новленского по прямой — 7 км. Ближайшие населённые пункты — Ермоловское, Плющево, Олешково, Подолец, Авдеево, Жуково, Алексино.
По переписи 2002 года население — 10 человек.